# Claudio Arturi
Claudio Fabián Arturi Vini (Buenos Aires, Argentina, 11 de junio de 1971) es un exfutbolista argentino nacionalizado uruguayo. Jugaba de mediocampista y militó en diversos clubes de Uruguay, Colombia, Chile y China.
Pese a que nació en Argentina, Arturi realizó la mayor parte de su carrera en Chile, país donde militó en 3 clubes de ese país.

## Clubes
| Club                   | País     | Año       |
| ---------------------- | -------- | --------- |
| Rampla Juniors         | Uruguay  | 1988-1993 |
| Deportes Antofagasta   | Chile    | 1994      |
| Unión Española         | Chile    | 1995      |
| Basáñez                | Uruguay  | 1995      |
| Deportes Iquique       | Chile    | 1996      |
| Huachipato             | Chile    | 1997      |
| Once Caldas            | Colombia | 1998      |
| Unicosta               | Colombia | 1998      |
| Independiente Medellín | Colombia | 1999      |
| Cultural Leonesa       | España   | 1999-2000 |
| Tianjin Teda           | China    | 2001      |